# Abd al-Kadir Talib Umar
Abd al-Kadir Talib Umar (ar. عبد القادر طالب عمر; ur. w 1951 w Al-Ujunie) – saharyjski polityk, premier Saharyjskiej Arabskiej Republiki Demokratycznej od 29 października 2003 do 4 lutego 2018. 

## Życiorys
Umar jest weteranem Frontu Polisario, od 1975 żyje na uchodźstwie w Tindufie w Algierii. W poprzednich gabinetach zajmował kilka ministerialnych stanowisk. W latach 1995–1999 był przewodniczącym Saharyjskiej Rady Narodowej (parlament na obczyźnie).
Na stanowisko premiera został mianowany przez prezydenta Muhammada Abd al-Aziza 29 października 2003, w czasie XI Generalnego Kongresu Powszechnego w Tifariti. Jako premier Umar był zagorzałym zwolennikiem planu Bakera, przewidującym rozstrzygnięcie statusu Sahary Zachodniej przez jej mieszkańców.